# Deltarhynchus
Deltarhynchus is een monotypisch geslacht van zangvogels uit de familie tirannen (Tyrannidae). De enige soort de deltasnaveltiran wordt sinds 2021 als soort uit het geslacht Ramphotrigon beschreven.